# خلف الأحمر
أَبُو مُحْرِزْ خَلَّفَ بْنْ حَيَّانِ المعروف بِخَلَفٍ اَلْأَحْمَرِ (115- نحو 180 هـ = 733- نحو 796 م)، من علماء البصرة في اللغة والنحو. مولى بلال بن أبي بردة، أصله من فرغانة حمل عنه ديوانه أبو نواس، وتوفي في حدود سنة 180 هـ. وكان راوية ثقة علاّمة. واشتهر أنه كان ينحل الشعر، بمعنى يقول الشعر على طريقة القدماء ثم ينسب ما يقوله لهم.

## أقوال عنه
قال أبو عبيدة «خلف الأحمر معلم الأصمعي، ومعلم أهل البصرة»
قال ابن عبد ربه في كتابه العقد الفريد «كان خلف الأحمر أروى الناس للشعر وأعلمهم بجيّده»
قال الصفدي - المتوفى سنة 764 هـ - في كتابه الوافي بالوفيات في ترجمة خلف الأحمر: "خلف الأحمر الشاعر صاحب البراعة في الآداب، يكنى أبا محرز، مولى بلال بن أبي بردة، حمل عنه ديوانه أبو نواس، وتوفي في حدود الثمانين ومائة. وكان راوية شعر ثقة علاّمة، يسلك الأصمعي طريقه ويحذو حذوه حتى قيل: هو معلِّم الأصمعي، وهو والأصمعي فتَّقا المعاني، وأوضحا المذاهب، وبيَّنا المعالم، ولم يكن فيه ما يعاب به إلا أنه كان يعمل القصيدة يسلك فيها ألفاظ العرب القدماء، وينحلها أعيان الشعراء، كـ أبي داود، والإيادي، وتأبَّط شراً، والشنفرى وغيرهم، فلا يفرَّق بين ألفاظه وألفاظهم، ويرويها جلَّة العلماء لذلك الشاعر الذي نحله إيّاها، فمّما نحله تأبَّط شرّاً وهي في الحماسة من الرمل:
إنّ بالشِّعب الذي دون سلعٍ لقتيلاً دمه لا يطلُّ
ومما نحله الشنفرى القصيدة المعروفة بلامية العرب وهي من الطويل:
أقيموا بني أمي صدور مطيِّكم فإني إلى قومٍ سواكم لأميل
قال خلف الأحمر: أنا وضعت على النابغة القصيدة التي منها: من البسيط
خيل صيامٌ وخيلٌ غير صائمةٍ تحت العجاج وأخرى تعلك اللُّجما

## شيوخه
شيوخه كثر، منهم عيسى بن عمر الثقفي (ت149هـ)، ويونس بن حبيب (ت182هـ)، جالسه عشرين سنة، وحماد بن سلمة (ت167هـ) أخذ عنه النحو والعربية، وأبو عمرو بن العلاء (ت 154هـ)، أخذ عنه الغريب والقراءة، والأخفش (ت177هـ)، أخذ عنه اللغة والغريب، وحماد الراوية (ت155هـ) أخذ عنه الشعر والرواية.

## تلاميذه
على رأسهم الأصمعي (ت 216هـ)، فقد كانا فرسي رهان، ويعترف الأصمعي أنه قرأ على خلف ديوان جرير، وكان يعلمه نقد بعض أبياته، ومن تلاميذه محمد بن سلام الجمحي (ت 232هـ) صاحب «طبقات الشعراء»، وأبو نواس (ت198هـ)، ويضاف إلى تلاميذه أبو عبيدة (ت209هـ) وأبو حاتم السجستاني (ت248هـ).

## تكريم
يوجد شارع بالكويت في محافظه الجهراء يحمل اسم خلف الأحمر.كمايوجد في مدينة حمص في حي القرابيص شارع باسمه أيضا.